# Górny Wiec
Górny Wiec – osada w Polsce, położona w województwie pomorskim, w powiecie kościerskim, w gminie Liniewo.